# Catedral de Lugo
La Catedral de Santa María és un temple catòlic, seu episcopal de la diòcesi de Lugo, a la ciutat de Lugo, a Galícia, Espanya.

## Història
Es manca de notícies del que va poder haver estat la primera església de Lugo des de la primerenca evangelizació, possiblement al segle i, fins als temps del bisbe Odoario, a mitjan segle viii.
Sabem que aquest bisbe, a qui evoca un acròstic medieval en una pedra col·locada sobre la porta interior oriental d'accés al temple, va dur a terme la restauració de l'edifici llavors preexistent.
Per un diploma d'Alfons II, datat el 27-III-832, conegut a través d'una redacció possiblement interpolada més tard, sabem que la catedral odoariana era un edifici de gran bellesa, per la qual cosa el Rei Cast ho va adoptar com a model per construir la catedral d'Oviedo.
En el primer terç del segle xii l'edifici es trobava en unes condicions tals que van obligar el bisbe Pere III amb el seu capítol i altres persones notables de la ciutat a concertar en 1129 amb el mestre Raimundo la construcció d'un nou temple conforme a l'estil arquitectònic llavors imperant, el Romànic.
La catedral actual és, per tant, d'estil predominantment romànic; les obres de construcció van començar el 1129 i van finir el 1273. Va ser dissenyada pel mestre Raimundo de Monforte i dedicada a Santa María, advocada com la Mare de Déu dels Ulls Grans.
Una de les joies més destacades és el retaule major, obra de Cornelis d'Holanda, danyat a conseqüència del Terratrèmol de Lisboa de 1755. Després d'això es va decidir dividir-ho en uns quants fragments, els dos més grossos dels quals es troben en els dos extrems de la nau de creuer.
La catedral té el privilegi papal d'exposició permanent del Santíssim Sagrament, raó per qual el calze i l'hòstia apareixen en l'escut de la ciutat amb la llegenda Hic hoc misterivm fidei firmiter prifitemvr (Creiem amb fidelitat en aquest misteri), en referència al misteri de l'Eucaristia i que es va traslladar al mateix escut de Galícia. Aquest fet fa que es denomini a Lugo com la ciutat del Sagrament.

## Arquitectura

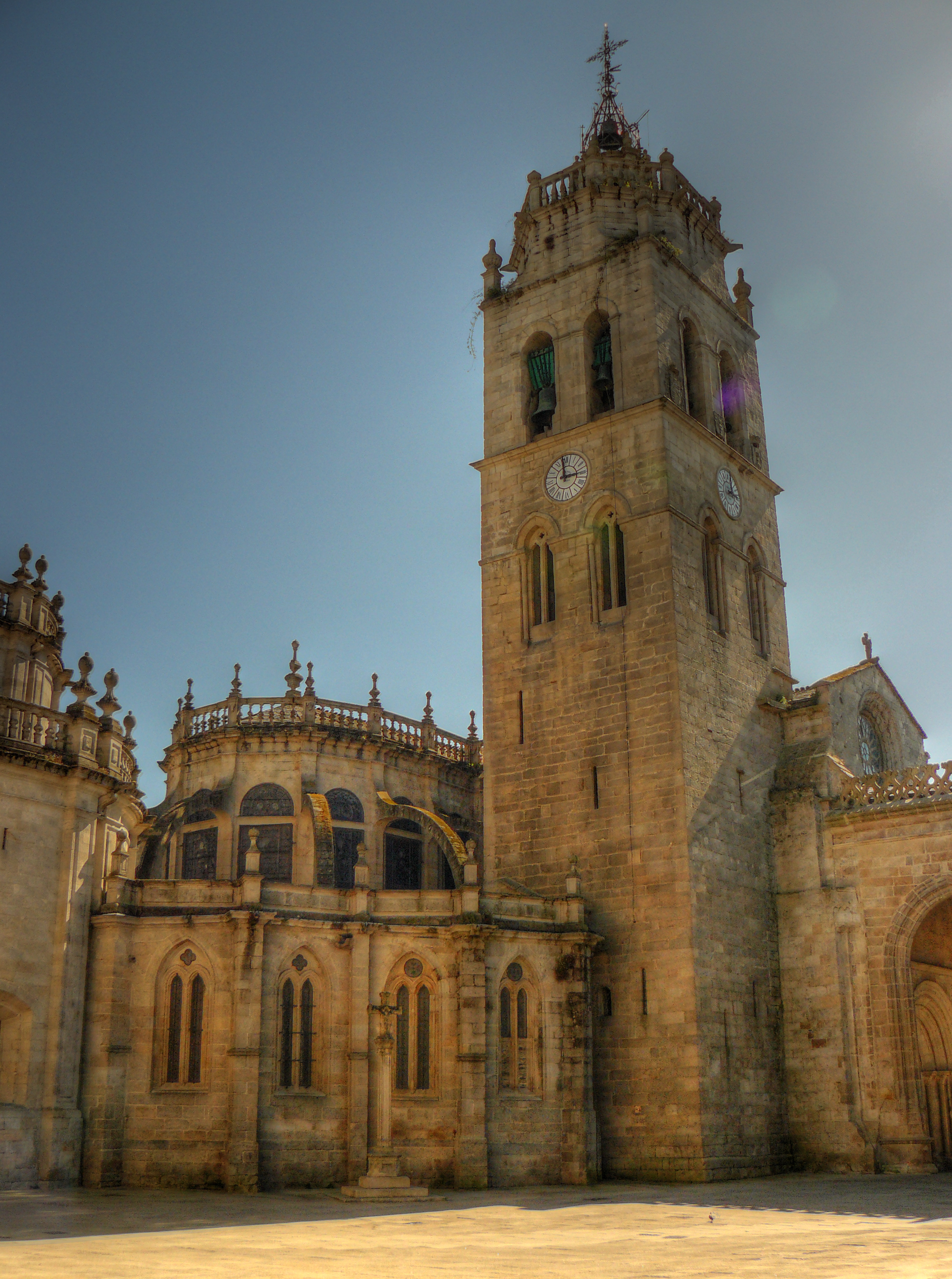
Absis gòtic i Torre Vella de la catedral.

La catedral presenta una planta de creu llatina amb tres naus, creuer i girola amb cinc capelles absidals.
La nau major es cobreix amb volta de canó apuntat i les laterals amb volta de canó i aresta, de nervis en el creuer, i volta de canó amb llunetes en el trifori. Les finestres del trifori són d'arc agut o apuntat a l'interior i a l'exterior.
A l'esquerra de l'entrada a la catedral hi ha la Torre Vella, gòtica, rematada per un cos de campanes renaixentista, acabat per Gaspar de Arce en 1580.
A la Plaça de Santa María, en la capçalera de la catedral, se situa un creuer de data desconeguda, en el tram que va entre la torre-campanar i la capella de la Mare de Déu dels Ulls Grans.

### Estils
Són romànics els paraments verticals i volta de la nau del creuer, el mateix que la major part de la nau major, laterals i trifori, les voltes del qual van ser refetes al segle xviii.
Pertanyen al gòtic el primer cos de la capella major i la girola amb les seves capelles absidals adossades (1320-1360), exceptuada la central, així com les antigues de Sant Domènec dels Reis (1370) i Sant Froilà (1480), que actualment formen l'anomenada del Pilar, a més del primer cos de la torre de les campanes (cap a 1570 o abans) i el nàrtex o pòrtic nord (1510-1530), però no la portada.
Són renaixentistes el segon cos de la capella major i l'actual capella de Sant Froilà; al Barroc pertanyen la sagristia (1678), la sala capitular i els seus limítrofs (1683), el claustre (1714) i la capella central de la girola, anomanada dels Ulls Grans (1726).
La façana principal, per la seva banda, correspon a un projecte en estil neoclassicista de finals del segle xviii, l'autor del qual va ser Julián Sánchez Bort. Aquest projecte es mou en l'òrbita del que Ventura Rodríguez va proposar per a la façana de la catedral de Pamplona, que al seu torn recull l'esquema d'església torreada proposat per Serlio. La conclusió de la façana va tenir lloc a la fi del segle xix, amb la rematada de les dues torres. Aquestes corresponen a un disseny de Nemesio Cobreros inspirat en el projecte original de Sánchez Bort.

### Porta nord

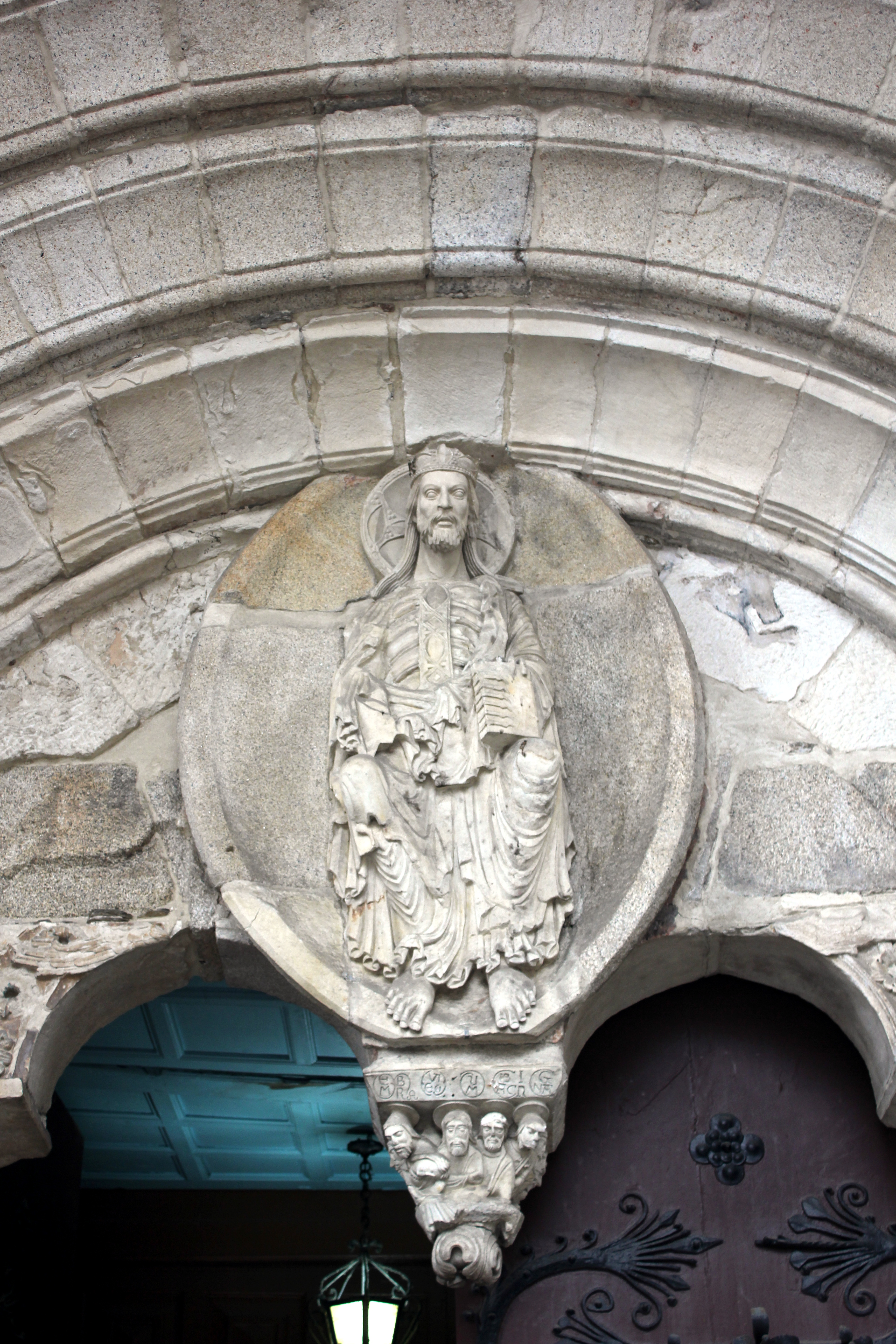
Detall de la porta nord: Crist en l'ametlla mística i capitell pinjante.

És el més destacat de l'estil romànic de la catedral; està acollida per un pòrtic de principis del segle xvi, cobert d'una volta estavellada, manat aixecar pel bisbe Pedro Ribera. La portada està formada per tres arquivoltes i guardapols d'arcs de mig punt i llinda bilobulada, decorada amb una mandorla amb un esplèndid Pantocràtor sedent; de gran originalitat és el penjant amb forma de capitell del centre, on es representa l'Últim Sopar. la porta està tallada en marbre i data del segle XII; la ferralla de la porta és del segle xiii.
Un preciós dístic hexamétric en llatí, en les tres cares visibles de l'àbac, descriu l'escena representada: l'Eucaristia original, amb sant Juan Evangelista al costat de Crist: DISCIPVLVS DOMINI PLACIDE DANS / MEMBRA QVIETI DVM CVBAT IN SOPA / CELESTIA VIDIT AMENA ("El deixeble del Senyor, plàcidament, donant els seus membres al repòs, recolzat, en el Sopar, va veure celestials meravelles"). La paraula QVIETI es correspon amb el rostre plàcid de sant Juan dormit. La paraula DOMINI, "del Senyor", abreujada DÑI, està escrita amb un sols signe D en què s'inscriuen els caràcters ÑI. La D precisament en la forma arrodonida, minúscula, que es va conservar en el signe @ (domi: 'a casa de', conservat en anglès, i reutilitzat per a la 'arrova' comercial, com avui es llegeix).
Aquest penjant va ser reproduït en una sèrie de segells de correus d'Espanya en 1969 amb motiu del tricentenari de l'Ofrena del Regne de Galícia a Crist Sagramentat en aquesta Catedral.

### Interior

#### Tresor
Del tresor, només queden algunes restes després del saqueig napoleònic en 1809.
Posseeix una destacada col·lecció de calzes dels segles XV al xix.
Destaca la custòdia del segle xvii, tradicionalment atribuïda a Juan de Arfe, però sortida d'un taller toledà de l'època en la qual el bisbe don Diego Castejón la va regalar a la catedral (1636). Segons autors com Fernando Llamazares i José Manuel Cruz Valdovinos, és molt possible que fos obra de Bartolomé de Yepes. Altres peces importants són la corona de la Mare de Déu dels Ulls Grans i el reliquiari de Sant Froilà.

#### Cor
Una de les joies més destacables de l'interior del temple és el cor, construït per Francisco de Moure. Es va fer a principis del segle xvii. El cadirat està compost de 27 llocs en el nivell baix i 37 en el nivell alt.
En les columnes de la secció alta, properes a la capçalera, hi ha sengles cartel·les o targetes en què es llegeix: GOVERNANDO L'ESGLÉSIA DE DÉU EL NOSTRE MVY SANT PARE VRBANO VIII SENT BISBE DESTE SANTA ESGLÉSIA EL ILUSTRISIMO DON ALFONSO LOPEZ GALL (en la meridional), i REGNANT A ESPANYA LA MAGESTAD DELS REIS DON FELIPE IV I DONYA ISABEL DE BORBON (a la septentrional).
En sis fragments de les taules de farciment que separen la cadira prelatícia de les immediates es llegeix: FRANCISCUS A MOURE GALLECUS CIVITATIS AURIENSIS INCOLA SCULTOR ET ARCHITECTUS INVENIEBAT ET SCULPEBAT HOC OPUS CUI ULTIMA MANUS ACCESI ANNO DOMINI 1624. O sigui: "L'arquitecte i escultor gallec Francisco de Moure, avecindado a Orense, va dissenyar i va esculpir aquesta obra, acabada l'any 1624, després de tres anys de treballs".
Destaca la imatgeria que es desenvolupa en els medallons del respatller dels llocs baixos i en els rectangles dels alts. Així mateix s'observen inummerables elements naturalistes. És l'única catedral gallega que conserva el seu cor en la nau central.

#### Capella de la Mare de Déu dels Ulls Grans

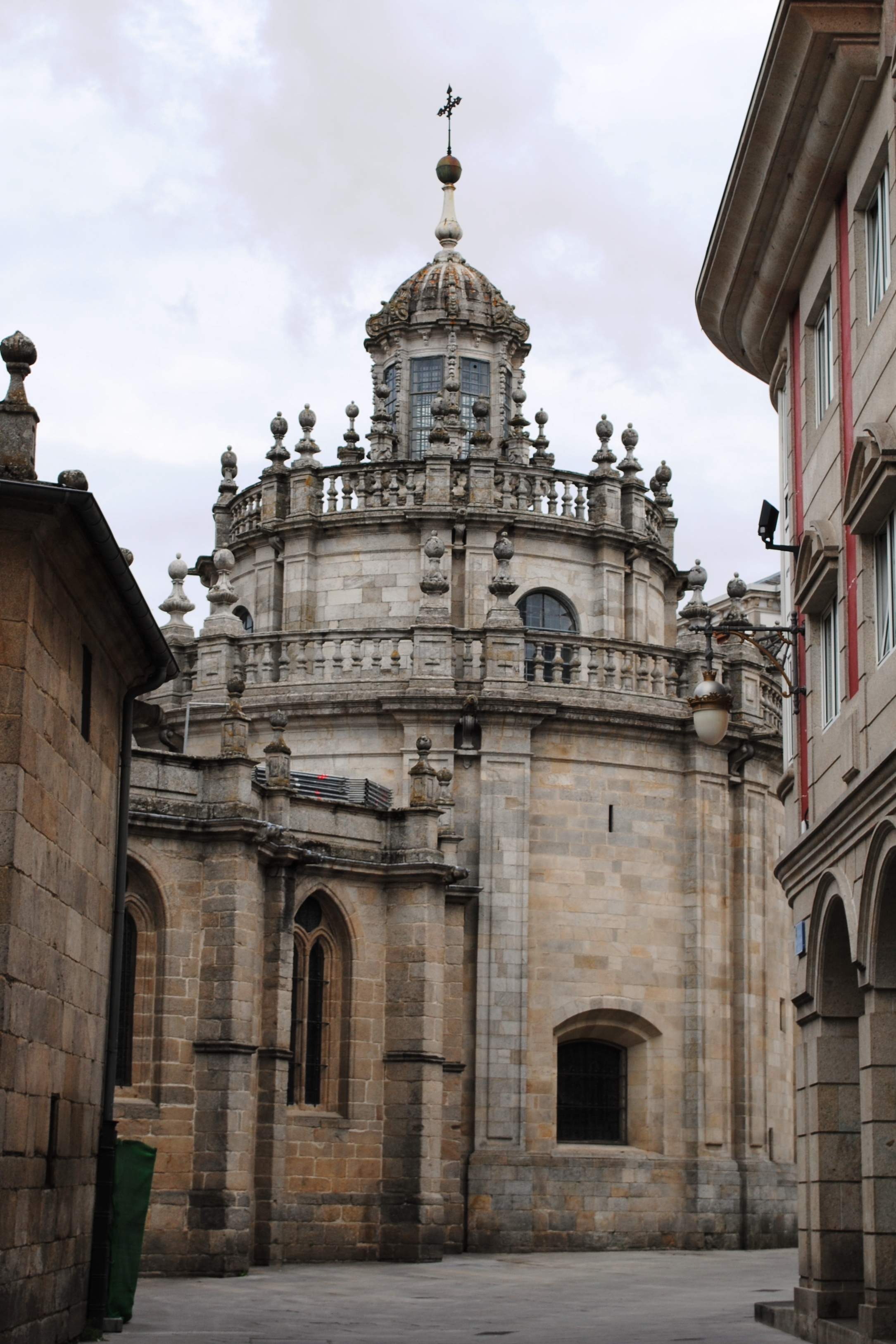
Exterior de la Capella de la Mare de Déu.

Aquesta capella data del segle xviii i és obra de Fernando de Casas Novoa. El Bisbe Santa María Salazar en va posar la primera pedra el 7 de desembre de 1726. El retaule, una de les millores obres del barroc gallec va ser realitzat per l'escultor Miguel de Romay. La imatge de la Mare de Déu va ser coronada canònicament el 15 d'agost de 1904 i li va ser imposada la Medalla d'Or de la Ciutat el 15 d'agost de 1954. Es desconeix a l'autor de la talla, de pedra policromada. Alguns entesos la situen cronològicament al segle xii, encara que uns altres posterguen la seva factura al segle xv.
La Mare de Déu dels Ulls Grans és la patrona de la ciutat de Lugo i la catedral està consagrada al seu nom que es celebra el 15 d'agost. Alfons el Savi li va dedicar la cántiga LXXVII, en la qual descriu la curació d'una dona que va demanar a la Mare de Déu la Salut, que va recobrar en la mateixa catedral de Lugo, als peus de la Mare de Déu.

#### Capella de Sant Froilà
La capella de Sant Froilà és d'estil renaixentista, del segle xvii. La imatge del sant, tallada en fusta, és obra de Francisco de Moure. En la capçalera hi ha un sepulcre, conegut com de Santa Froila (mare de Sant Froilà); la tomba és del segle ix i el sepulcre del xii, però no se sap si el destinatari és Santa Froila o el Bisbe Odoario.
Sant Froilà és el patró de la ciutat de Lugo. Va néixer als ravals de Lugo l'any 833. Es celebra el seu dies natalis el 5 d'octubre. Segons la llegenda, el sant va introduir en la boca brases ardents per acceptar el judici diví a seguir per la  vocació d'eremita o de predicador.

## Cronologia de mestres

### Romànic
Maestro Raimundo: iniciador de la catedral en 1129.

### Barroc
Domingo Antonio de Andrade: arquitecte gallec que realitza la sagristia i la sala capitular. En el fer d'Andrade destaquen els motius decoratius exuberants a força d'enfilalls de fruites, presents també en el barroc compostel·là
Fra Gabriel de las Casas: monjo benedictí, mestre d'obres de San Martin Pinario a Santiago de Compostel·la, és el primer arquitecte del claustre.
Fernando de Casas Novoa: arquitecte gallec que conclou el claustre i traça la capella de la Mare de Déu dels Ulls Grans.

### Neoclassicisme

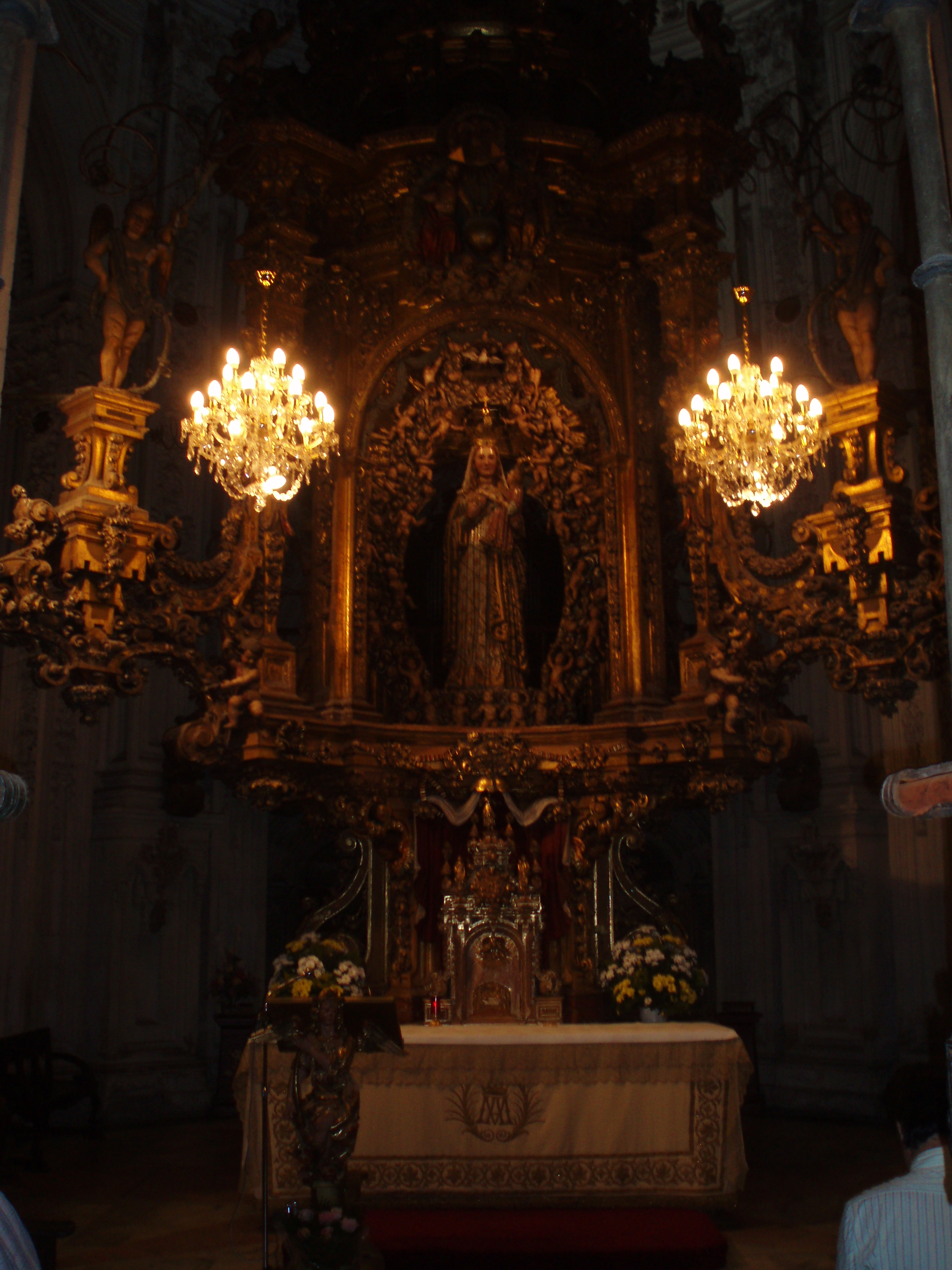
Interior de la capella de la Mare de Déu, amb la imatge de la patrona de Lugo.

Julián Sánchez Bort: arquitecte-enginyer que dissenya la façana de l'actual catedral cap a 1769, per substituir la romànica que es trobava molt deteriorada. En el seu projecte es proposen sengles torres laterals, diferents entre si, inspirades en el model de Serlio de temple cristià. En relació amb aquesta inspiració, destaca també la intenció de col·locar una cúpula sobre el creuer, idea que finalment es descartaria pel seu cost. També destaca en el seu projecte la inclusió d'un rellotge en l'arrencada de cada torre.
José de Elejalde: primer dels executors de l'obra de la façana. Hi treballa durant tota la seva primera fase, fins a 1775, moment en el qual, en previsió dels múltiples problemes que l'obra presentava, s'acomiada del cabiscol i li demana un certificat en el qual consti que ha treballat a llur satisfacció.
Alberto Ricoy: succeeix a Elejalde en l'obra de la façana. S'encarrega principalment de realitzar les voltes d'unió del cos de naus amb la façana. El seu treball va deure ser de molt baixa qualitat, tenint en compte els negatius informes que va realitzar Miguel Ferro Caaveiro per a la consecució de l'obra, que determinen la necessitat de derrocar el que havia fet.
Miguel Ferro Caaveiro: fill de l'important arquitecte Lucas Ferro Caaveiro, que també va treballar a Lugo. Miguel és l'encarregat de concloure la façana de la catedral fins a l'arrencada de les torres. Segueix el projecte de Bort, encara que ho revisa en determinats aspectes. La densitat decorativa es rebaixa i es renuncia als dos rellotges a les torres, adaptant-se així a les necessitats de reduir costos. A aquest arquitecte es deu així mateix la traça de la capella de Sant Froilà i del seu retaule petri, executat per l'escultor de Lugo Manuel Luaces.
Santiago Quatrigas Baamonde: escultor de les estàtues de la façana, tant les del acroterio com les de les fornícules de les torres. Yzquierdo Perrín en valora bastant negativament la qualitat.

### Seglexix
Nemesio Cobreros Cuevillas: arquitecte provincial i diocesà, que dissenya i executa l'últim cos de les torres de la façana. Per a això, part de les traces originals de Sánchez Bort, qui havia projectat dues torres diferents entre si. El que fa Nemesio Cobreros és unificar la forma d'ambdues torres utilitzant un model híbrid entre ambdues propostes de Bort.